# آنالیز غیراستاندارد
آنالیز غیراستاندارد یک فرمول‌بندی از حساب دیفرانسیل و انتگرال است که در آن از یک مفهوم منطقی دقیق از اعداد بی‌نهایت‌کوچک استفاده می‌شود.
آنالیز غیراستاندارد در اوایل دههٔ ۱۹۶۰ میلادی توسط آبراهام رابینسون ارائه شد.